# Claire Marin

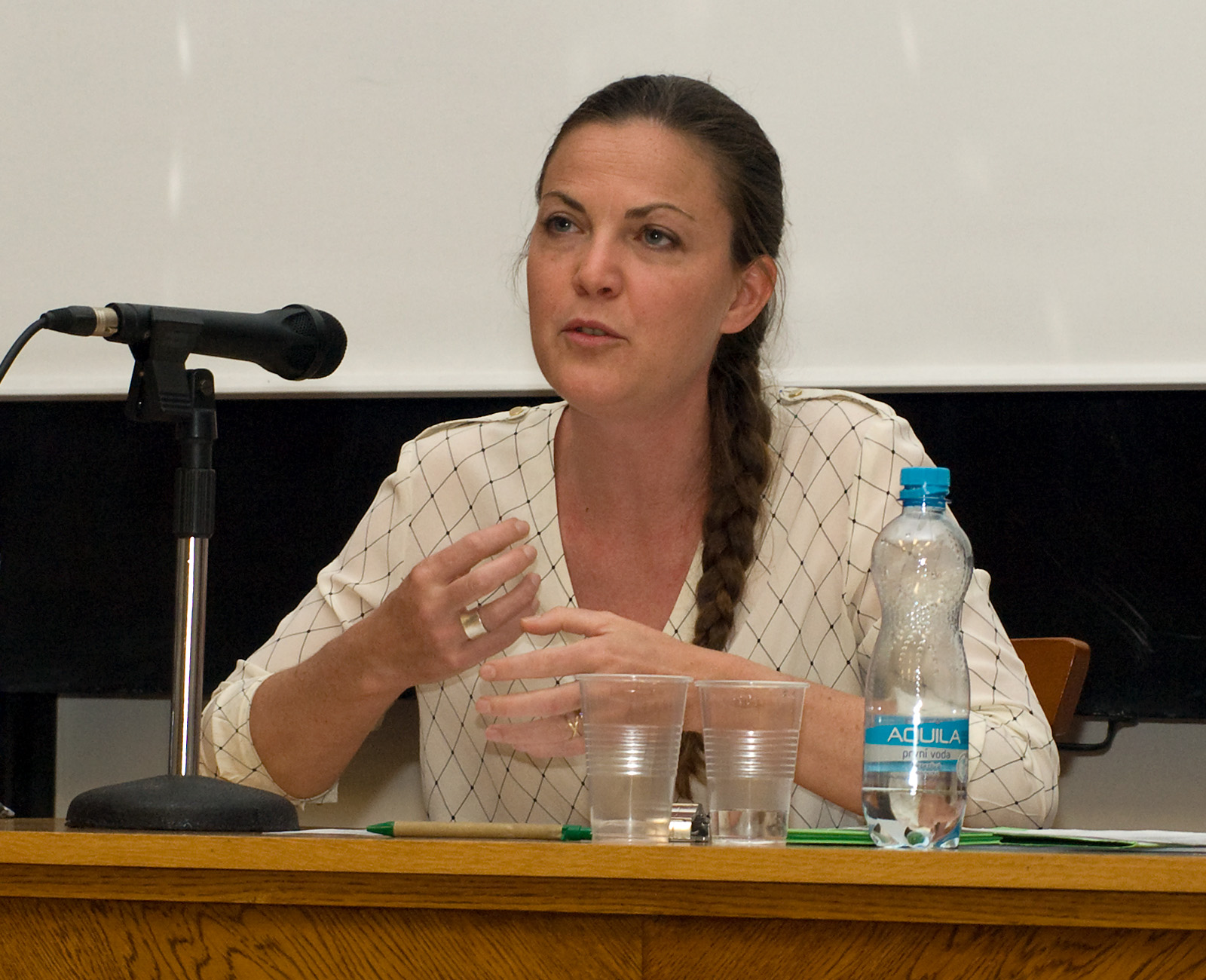
Claire Marin in Prag, 2016

Claire Marin (* 14. November 1974 in Paris) ist eine französische Philosophin, Schriftstellerin und Dozentin für Philosophie.

## Leben
Claire Marin ist ehemalige Schülerin der École normale supérieure de Fontenay-Saint-Cloud (Jahrgang 1994). 2003 promovierte sie in Philosophie an der Universität Paris-Sorbonne mit einer Dissertation über die „dunkle Aktivität“ in der Philosophie von Félix Ravaisson.
Nach ihrer Promotion unterrichtete sie Philosophie am Lycée Eugène-Ionesco in Issy-les-Moulineaux. Ab 2011 war sie etwa zehn Jahre lang Dozentin (professeure agrégée) für Philosophie in einer Classe préparatoire am Lycée Alfred-Kastler in Cergy-Pontoise.  Sie ist Mitglied des Centre international d’études de la philosophie française contemporaine an der École normale supérieure (Paris) und wohnt in Paris.
Ihre Essays, die aus der Literatur und der Philosophie schöpfen, wurden mit zahlreichen Preisen ausgezeichnet. Adèle Van Reeth, die derzeitige Direktorin von France Inter, die während ihrer Zeit als Verlagsleiterin der Éditions de l’Observatoire Rupture(s) und Etre à sa place herausgegeben hat, erklärt: „Sie zeichnet sich durch die Kunst des Erzählens aus, durch die Verbindung zwischen Konzept und Erlebtem, durch die Verankerung der Philosophie im Liebesleben oder in der Mutter-Kind-Beziehung, indem sie das ‚Ich‘ annimmt.“

## Werke

### Romane
- Hors de moi, Paris, Allia, 2008, ISBN 978-2-290-05957-9

### Essays
- Violences de la maladie, violence de la vie, Paris, Armand Colin, 2008, ISBN 978-2-200-26983-8
- La Maladie, catastrophe intime, Paris, Presses Universitaires de France, 2014, ISBN 978-2-13-062495-0
- La Relève, Éditions du Cerf, Sammlung Acualité, 2018, ISBN 978-2-204-11993-1
- Rupture(s), Paris, L’Observatoire, Sammlung La Relève, 2019, ISBN 979-10-329-0336-0[9]
- Mon corps est-il bien à moi ?, Gallimard Jeunesse, 2020, ISBN 978-2-07-512456-0
- Être à sa place, L’Observatoire, 2022, ISBN 979-10-329-1516-5
  - dt. An seinen Platz sein, übersetzt von Ute Kruse-Ebeling, Reclam-Verlag, 2023, ISBN 978-3-15-011438-4
- Les Débuts : Par où recommencer ?, Sammlung Les Grands Mots, Éditions Autrement, 2023, ISBN 978-2-7467-6130-8

### Fachartikel
- Ton âge, Femmes, La Nouvelle Revue Française, Frühling 2023, S. 13–15

## Preise und Auszeichnungen
- 2008: Jean-Bernard-Preis, Literaturpreis der Académie nationale de médecine für Hors de moi[10]
- 2010: Pierre-Simon-Preis Éthique et société für Violences de la vie, violences de la maladie[11]
- 2019: Prix des Savoirs für Rupture(s)[12]